# قانون تحسين الجودة البيئية
قانون تحسين الجودة البيئية هو قانون بيئي أمريكي تم تمريره للعمل جنبًا إلى جنب مع قانون السياسة البيئية الوطنية لعام 1969. كان أحد الغرضين الرئيسيين للقانون هو السماح بإنشاء مكتب جودة البيئة لتوفير الموظفين المهنيين والإداريين اللازمين لمجلس جودة البيئة. كان الهدف الرئيسي الثاني هو «التأكد من أن كل إدارة ووكالة اتحادية تقوم بتنفيذ أو دعم أنشطة الأشغال العامة التي تؤثر على البيئة يجب أن تنفذ السياسات بموجب القانون الحالي». لتحقيق هذه الأغراض أعطى القانون المزيد من المسؤوليات لرئيس مجلس جودة البيئة في دوره الجديد كمدير لمكتب جودة البيئة.

## التاريخ التشريعي
بدأ قانون تحسين الجودة البيئية لعام 1970 تحت رقم (H.R. 4148) في لجنة الأشغال العامة بمجلس النواب الأمريكي في أبريل 1970. وقد تناولته لجنة الأشغال العامة بمجلس الشيوخ الأمريكي في أكتوبر 1969 وذهب إلى مؤتمر مشترك بين المجلسين في مارس. 1969. تمت الموافقة على مشروع القانون في مجلس الشيوخ بأغلبية 80 صوتًا مقابل 0 في 24 مارس، ثم في مجلس النواب في 25 مارس بأغلبية 358 صوتًا مقابل 0. يدل عدم وجود أي تصويت بـ "لا" على وجود دعم واسع النطاق لإقرار مشروع القانون هذا.